# Burgstall (Herzogenaurach)
Burgstall ([ˈbʊʁkˌʃtal] ⓘ) ist ein Gemeindeteil der Stadt Herzogenaurach im Landkreis Erlangen-Höchstadt (Mittelfranken, Bayern). Die Gemarkung Burgstall hat eine Fläche von 7,732 km². Sie ist in 1074 Flurstücke aufgeteilt, die eine durchschnittliche Flurstücksfläche von 7198,99 m² haben. In ihr liegen neben dem namensgebenden Ort die Gemeindeteile Galgenhof, Hauptendorf, Schleifmühle und Steinbach.

## Geografie
Durch das Dorf fließt der Litzelbach, ein rechter Zufluss des Schleifmühlbachs, der wiederum unweit nördlich als rechter Zufluss in die Mittlere Aurach mündet. Im Nordosten und Osten grenzt ein Golfplatz an. Ansonsten ist der Ort unmittelbar von Acker- und Grünland mit vereinzeltem Baumbestand umgeben. Im Nordwesten wird die Flur Birkenberg genannt, im Westen Steinbachäcker und im Süden Holzäcker. Im Südosten liegt der Burgwald, 0,5 km im Südwesten liegt der Langenhofenwald.
Eine Gemeindeverbindungsstraße verläuft nach Steinbach (1,5 km nordwestlich) bzw. über Hauptendorf nach Niederndorf zur Staatsstraße 2263 (2,4 km nordöstlich). Weitere Gemeindeverbindungsstraßen führen nach Tuchenbach zur Kreisstraße FÜ 8 (2,4 km südwestlich) und nach Herzogenaurach (1 km nördlich). Durch den Ort verläuft der Fränkische Marienweg.

## Geschichte
Der Ort wurde 1348 im Bamberger Urbar erstmals urkundlich erwähnt. Vermutlich wurde er im 11. Jahrhundert als Adelssitz von Bamberger Ministerialen angelegt. Es finden sich heute noch Reste der ehemaligen Burg, die in einem Haus verbaut wurden. Neben dem Adelssitz entstand auch eine Siedlung, ursprünglich aus drei Höfen bestehend. Nürnberger Patrizier hatten ziemlich bald Ansprüche im Ort. Konrad Groß hatte Zehntrechte, die an das Nürnberger Heilig-Geist-Spital übergingen. 1476 wurde ein Hieronymus Kreß erwähnt, der mit einem halben Hof belehnt war. Im 15. Jahrhundert wurden außerdem die Patrizier Groland und Pfinzing als Lehensträger erwähnt.
Gegen Ende des 18. Jahrhunderts gab es in Burgstall 13 Anwesen. Das Hochgericht übte das brandenburg-ansbachische Stadtvogteiamt Langenzenn aus. Die Dorf- und Gemeindeherrschaft hatte das bambergische Amt Herzogenaurach. Grundherren waren das Amt Herzogenaurach (1 Halbhof, 2 Güter, 1 Hirtenhaus), die Pfarrei Herzogenaurach (1 Gut), die Pfarrei Cadolzburg (1 Gut), das Rittergut Heroldsberg (1 Gut), der Kammerrat Hofmann Vach (1 Gut), das Landesalmosenamt der Reichsstadt Nürnberg (1 Hof), Nürnberger Eigenherren: von Behaim (1 Gut), von Grundherr (1 Gut), von Kreß (2 Halbhöfe), von Tucher (1 Hof).
Von 1797 bis 1808 unterstand der Ort dem Justiz- und Kammeramt Cadolzburg. 1806 kam Burgstall an das Königreich Bayern. Im Rahmen des Gemeindeedikts wurde der Ort dem 1808 gebildeten Steuerdistrikt Obermichelbach zugeordnet. Im selben Jahr entstand die Ruralgemeinde Burgstall, zu der Galgenhof, Hauptendorf, Schleifmühle und Steinbach gehörten. Sie war in Verwaltung und Gerichtsbarkeit dem Landgericht Cadolzburg zugeordnet und in der Finanzverwaltung dem Rentamt Cadolzburg. 4 Anwesen unterstanden in der freiwilligen Gerichtsbarkeit Patrimonialgerichten: 1 Anw. PG Boxdorf (1823–1835), 1 Anw. PG Leyh (1823–1835), 1 Anw. PG Lohe (bis 1812, 1823–1835), 1 Anw. PG Stein (bis 1812, 1823–1848). Am 16. September 1832 wurde die Gemeinde dem Landgericht Herzogenaurach und dem Rentamt Erlangen zugewiesen (am 1. Oktober 1847 schließlich auch dem Rentamt Herzogenaurach), nachdem die Gemeinde 1829 ein Gesuch auf Umgliederung gestellt hatte. Ab 1862 gehörte Burgstall zum Bezirksamt Höchstadt an der Aisch (1939 in Landkreis Höchstadt an der Aisch umbenannt) und weiterhin zum Rentamt Herzogenaurach (1919 in Finanzamt Herzogenaurach umbenannt, seit 1929: Finanzamt Erlangen). Die Gerichtsbarkeit blieb beim Landgericht Herzogenaurach (1879 in das Amtsgericht Herzogenaurach umgewandelt), seit 1959 ist das Amtsgericht Erlangen zuständig. Die Gemeinde hatte 1964 eine Gebietsfläche von 8,032 km².
Am 1. Januar 1972 wurde Burgstall im Zuge der Gebietsreform in Bayern in die Gemeinde Herzogenaurach eingegliedert.

### Baudenkmal
- Michelbacher Weg 13, 15: Bauernhaus

### Einwohnerentwicklung
Gemeinde Burgstall
| Jahr      | 1818   | 1840   | 1852   | 1855   | 1861   | 1867   | 1871   | 1875   | 1880   | 1885   | 1890   | 1895   | 1900   | 1905   | 1910   | 1919   | 1925   | 1933   | 1939   | 1946   | 1950   | 1952   | 1961   | 1970   |
| Einwohner | 321    | 341    | 340    | 348    | 348    | 336    | 329    | 293    | 343    | 339    | 320    | 338    | 344    | 391    | 398    | 378    | 386    | 402    | 390    | 635    | 665    | 658    | 634    | 685    |
| Häuser    | 44     |        |        |        |        |        | 59     |        |        | 64     | 64     |        | 69     |        |        |        | 70     |        |        |        | 76     |        | 101    |        |
| Quelle    | [ 13 ] | [ 14 ] | [ 14 ] | [ 14 ] | [ 15 ] | [ 16 ] | [ 17 ] | [ 18 ] | [ 19 ] | [ 20 ] | [ 21 ] | [ 14 ] | [ 22 ] | [ 14 ] | [ 23 ] | [ 14 ] | [ 24 ] | [ 14 ] | [ 14 ] | [ 14 ] | [ 25 ] | [ 14 ] | [ 10 ] | [ 26 ] |

Ort Burgstall
| Jahr      | 001818 | 001861 | 001871 | 001885 | 001900 | 001925 | 001950 | 001961 | 001970 | 001987 | 002019 | 002023 |
| Einwohner | 134    | 150    | 139    | 141    | 128    | 124    | 212    | 132    | 120    | 130    | 222    | 230    |
| Häuser    | 22     |        |        | 27     | 20     | 27     | 23     | 23     |        | 29     |        |        |
| Quelle    | [ 13 ] | [ 15 ] | [ 17 ] | [ 20 ] | [ 22 ] | [ 24 ] | [ 25 ] | [ 10 ] | [ 26 ] | [ 27 ] | [ 1 ]  | [ 1 ]  |

## Religion
Burgstall gehörte ursprünglich zur Pfarrei St. Magdalena (Herzogenaurach) und ist seit der Reformation evangelisch-lutherisch geprägt. Der Ort kam zur Pfarrei Heilig Geist (Obermichelbach), seit Mitte des 20. Jahrhunderts ist die Evangelische Stadtkirche (Herzogenaurach) zuständig. Die Einwohner römisch-katholischer Konfession sind bis heute nach St. Magdalena gepfarrt.